# Georgios Synkellos
Georgios Synkellos (řecky: Γεώργιος Σύγκελλος) byl byzantský kronikář a církevní úředník konce 8. a začátku 9. století. Proslul kronikou světových dějin Ekloge chronographias (Ἐκλογὴ Χρονογραφίας). 

## Život
Žil mnoho let v Palestině jako mnich. Pak přišel do Konstantinopole, kde byl jmenován synkellem konstantinopolského patriarchy Tarasia. Jako synkello stál Georgios vysoko v církevní hierarchii Konstantinopole. Tato funkce neměla žádné definované povinnosti, ale úřadující  obvykle sloužil jako osobní tajemník patriarchy a mohl být také využíván císařem k omezování moci nepohodlného patriarchy. Podle některých náznaků za toto své postavení Georgios vděčil císařovně Ireně. Podle Anastáze Knihovníka Georgios ve své funkci "statečně bojoval proti herezi", čímž je míněn ikonoklasmus. Mnoho synkellů se později stalo patriarchy nebo biskupy jiných stolců, Georgios se však touto cestou nevydal a místo toho se stáhl ze světa. Odešel do kláštera, aby sepsal svou velkou kroniku. Důvod ústupu do ústraní byl však možná i politický, neboť je nápadné, že v roce Georgiova odchodu do kláštera (808) císař Nikeforos I. odhalil údajné spiknutí proti sobě a potrestal podezřelé spiklence, mezi nimiž byly nejen světské postavy, "ale také svatí biskupové a mniši a duchovenstvo, včetně synkella... všichni muži vysoce uznávaní a hodní úcty," jak píše ve své kronice Theofanes Homologetes. Není jasné, zda dotyčným synkellem byl Georgios, je to však možné. Zmínka v jeho kronice jasně ukazuje, že byl naživu ještě v roce 810. Někdy je uváděno, že zemřel v roce 811, Theofanes Homologetes ale ve své kronice naznačuje, že byl naživu ještě v roce 813. 

## Dílo
Jeho kronika, jak naznačuje její název, je spíše chronologickou tabulkou s poznámkami než historiografickým dílem v pravém smyslu slova. Jeho hlavními autoritami byli Annianus z Alexandrie, Panodorus z Alexandrie, Eusebios z Kaisareie, Dexippos a Sextus Julius Africanus. Kronika popisuje události od stvoření světa až po vládu římského císaře Diokleciána (vládl 284–305).
Georgios se v knize odhaluje jako neochvějný zastánce ortodoxie a často kvůli tomu cituje Řehoře Naziánského nebo Jana Zlatoústého. Ale navzdory své náboženské zaujatosti a suchému stylu jsou mimořádně cenné fragmenty starověkých spisovatelů a apokryfních knih, které ve svém spise dochoval. Například značná část původního textu Eusebiovy Kroniky byla zrekonstruována právě jen díky jeho dílu. Ceněny jsou také některé údaje o prvních křesťanech a rané církvi. Jak bylo u byzantských autorů obvyklé, považoval Septuagintu za přesnější a důvěryhodnější než původní hebrejský text Bible.
Jeho díla si velmi vážil západní autor Anastáz Knihovník. Opřel o ni svou práci Historia tripartita. Byla napsaná mezi lety 873 až 875 a rozšířila Georgiem preferovaná data historických událostí po celém Západě. Na východě mezitím jeho sláva vyhasla na úkor Theofana a jeho datací. Theofanes byl nicméně Georgiovým přítelem a byl jím silně ovlivněn. Pokračoval v psaní Georgiovy kroniky a dovedl ji do roku 813.